# کلان (گرمی)
کلان روستایی است که در استان اردبیل، شهرستان گرمی، بخش موران، دهستان اجارود شرقی قراردارد.

## جمعیت
بر اساس سرشماری سال ۱۳۸۵ جمعیت این روستا ۴۵۶ نفر با ۷۰ خانوار بوده‌است.